# 함안외암리공룡발자국화석
함안외암리공룡발자국화석은 대한민국 경상남도 함안군 여항면 외암리에 있는, 공룡 발자국 화석의 산지이다. 경상남도의 기념물 제68호로 지정되어 있다.

## 개요
함안 외암리의 공룡발자국화석은 외암리 양촌 뒷산 꼭대기에서 심심밭골 아랫쪽에 있는 바위섬(용바위)에 있다. 화석은 용바위에서 동남쪽 180m 정도 떨어진 산중턱에서 함안룡 뒷발자국 1개, 개울바닥에서 이구아나용 발자국 4개, 저수지 북쪽 수문에서 이구아나용 발자국 9개, 아침골 입구에서 갑룡 앞발자국 1개와 그 뒷발자국 3개, 그리고 동쪽 개울바닥에서 이구아나용 발자국 4개가 발견되었다. 지금으로부터 약 8천만 년 전에 만들어진 것으로 보인다. 함안룡은 키가 약 10m이고 몸길이가 25m이며 몸무게는 30톤 정도인 초식공룡으로서 네 발로 기어다녔을 것으로 생각된다.
함안룡 발자국의 특징은 앞발자국이 뒷발자국의 바로 뒤에 찍혀 있다는 것으로, 이는 뒷발이 앞발 위치까지 도달하는데 1걸음으로는 불가능하고 2걸음을 걸어야 하는 함안룡의 특수한 걸음걸이를 확실하게 보여주는 것이다. 또한 앞발자국에는 뚜렷한 발목뼈 자국만 선명하므로 이 공룡의 앞다리에는 발이 없었음을 증명하고 있다.
함안 외암리의 공룡발자국화석은 함안룡의 특수한 걸음걸이를 보여주는 세계적으로 매우 귀중한 발자국화석이다.

## 참고 자료
- 함안외암리공룡발자국화석 - 국가유산청 국가유산포털